# Bûche de Noël

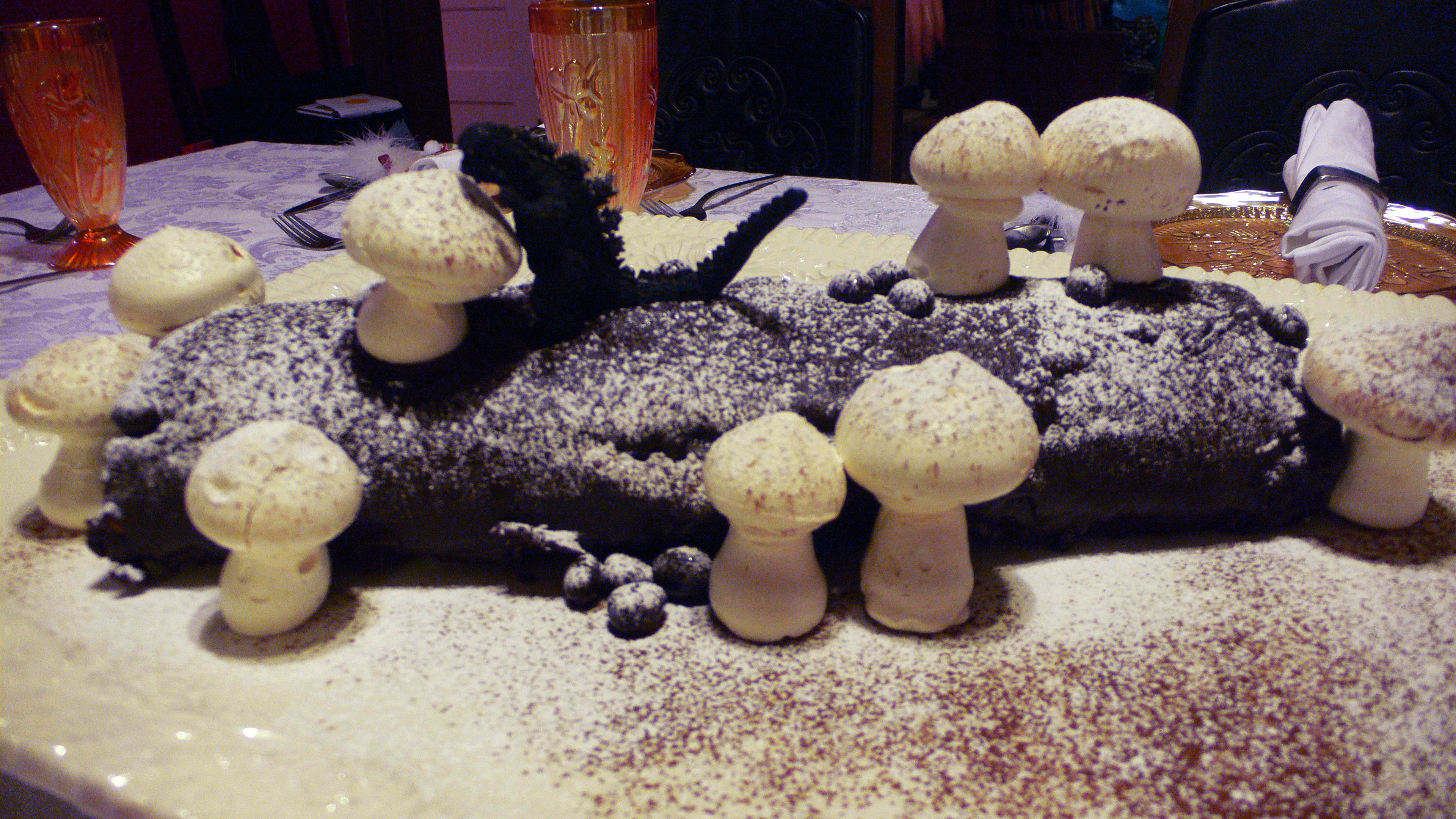
Bûche de Noël udekorowane bezami w kształcie grzybów kapeluszowych

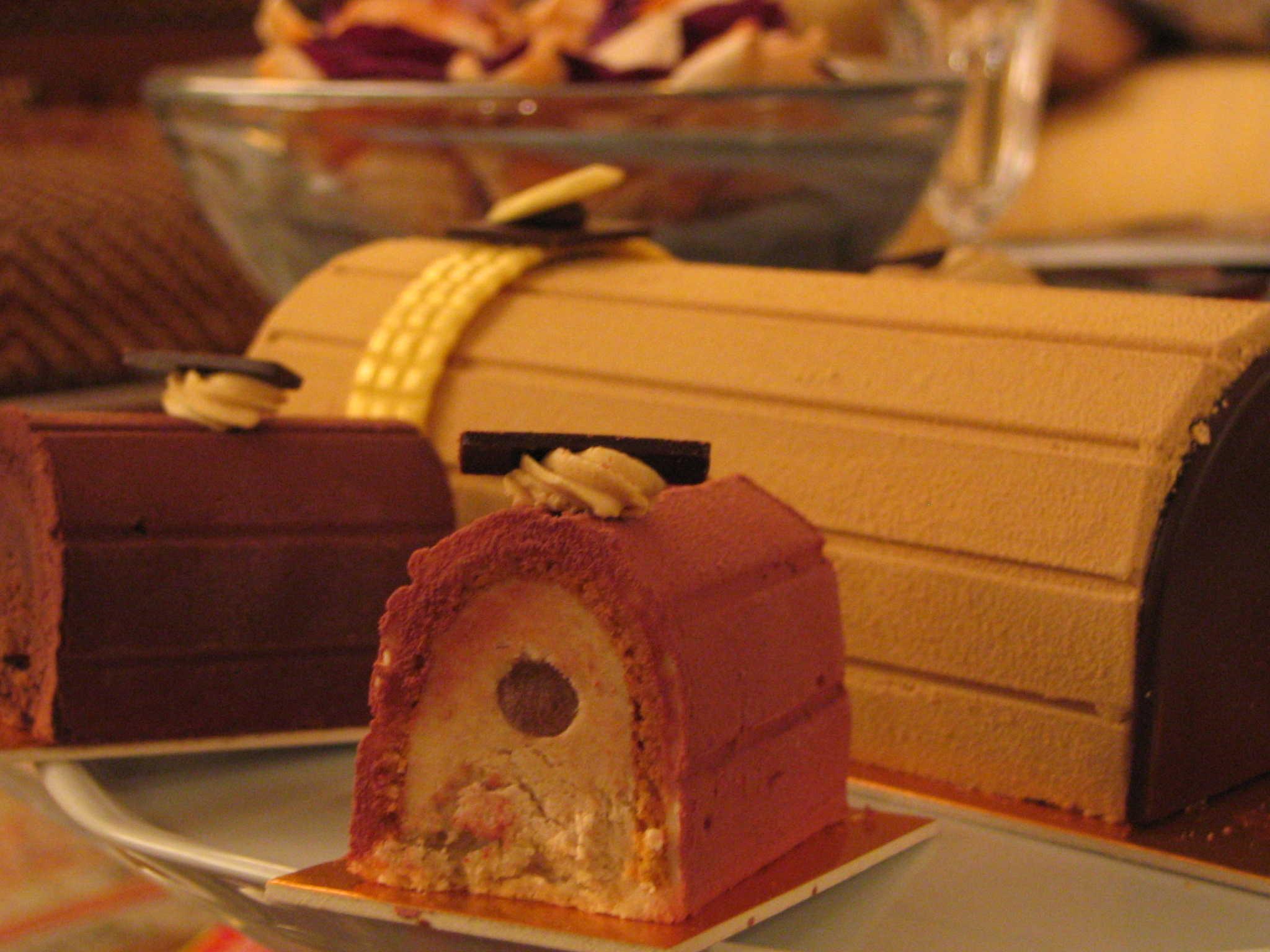
Współczesne Bûche de Noël

Bûche de Noël (z fr., dosł. „bożonarodzeniowe polano”) – tradycyjne ciasto w kształcie polana drewna, spożywane w czasie Świąt Bożego Narodzenia po pasterce we Francji i innych krajach.

## Opis
Ciasto to robi się przy użyciu kremu maślanego i ciasta biszkoptowego, które tworzą roladę. Najbardziej znane smaki nadawane kremowi to wanilia, orzech laskowy, Grand Marnier i kawa. Bardzo popularne są także wersje lodowe tego deseru. Na cieście umieszcza się figurki z cukru lub z plastiku, nawiązujące do ikonografii świątecznej, jak Święty Mikołaj, choinka, krasnoludki, itp.

## Historia
Prawdopodobnie już od XII wieku istniał we Francji (oraz we Włoszech, gdzie bûche nazywano ceppo) wigilijny zwyczaj przynoszenia do domu dużego polana, które paliło się następnie przez wiele godzin w kominku w wieczór świąteczny (25 grudnia). Sam proces podpalania go był istotny: zależnie od regionu i od panujących lokalnie zwyczajów, wszczynał go gospodarz domu, matka zebranych dzieci lub młode dziewczęta dom ten zamieszkujące. Przed podpaleniem skrapiano drewno oliwą lub słodkim winem owocowym (tzw. vin cuit), sypano nań sól i pieprz, święcono zachowanym od Niedzieli Palmowej wawrzynem oraz odmawiano odpowiednie modlitwy. Popiół, który pozostawał po spaleniu polana, miał chronić dany dom od uderzeń piorunów i od sił nieczystych.
Francuskojęzyczna prowincja Kanady, Quebec, jest także miejscem, gdzie grudniowa tradycja palenia polana charakteryzowała obchody świąt Bożego Narodzenia. Praktykowano ją tam do pierwszego ćwierćwiecza XIX wieku.
Tradycja palenia bûche de Noël zanikła w tym samym okresie, co wielkie piece ogrzewające domostwa. Piece te zostały zastąpione przez mniejsze piece żeliwne, więc i duże polano ustąpiło miejsca niewielkiemu, na stołach świątecznych pojawiły się zaś świeczki, które również podtrzymywały ogień. Tradycja ta nawiązuje do starszego jeszcze zwyczaju świętowania przesilenia zimowego.
Nieznana jest dokładna data pojawienia się ciasta o nazwie bûche de Noël, które symbolicznie nawiązywać by miało do opisanej wyżej tradycji. W regionie Poitou-Charentes zanotowano jego istnienie w XIX wieku, niemniej faktycznie stało się ono powszechnie znane dopiero w wieku XX.